# Фидониси (эсминец)
«Фидониси» (до 9 (22) января 1917 года — «Феодониси») — эскадренный миноносец типа «Фидониси», принадлежавший к числу эскадренных миноносцев типа «Новик».

## История службы

### Российский императорский флот
Зачислен в списке судов Черноморского флота 2 (15) июля 1915 года. Заложен на стапеле завода «Наваль» 29 октября (11 ноября) 1915 года, спущен на воду 18 (31) мая 1916 года. После завершения в конце марта 1917 года швартовочных испытаний перешёл из Николаева в Севастополь для окончательной достройки и приёмных испытаний. 25 мая (7 июня) 1917 года «Фидониси» был принят в состав 3-го дивизиона Минной бригады Черноморского флота. За июль-октябрь 1917 года «Фидониси» совершил 5 боевых выходов для выполнения минных постановок и контролирования турецких морских коммуникаций.

### Революция и Гражданская война в России
3 (16) декабря 1917 года эсминец поднял красный флаг. 12 (25) декабря 1917 года на борту эсминца, находившегося в море, матрос-кочегар Коваленко убил выстрелом в спину мичмана Скородинского за то, что мичман сделал кочегару замечание за нерадивую службу. Это убийство послужило началом отсчёта жертв красного террора в Крыму. 15 (28) декабря 1917 года экипаж эсминца расстрелял всех своих офицеров на Малаховом кургане.
В январе 1918 года эсминец принимал участие в установлении советской власти в Евпатории и Феодосии; в апреле этого же года подавлял антибольшевистские вооружённые восстания в Феодосии и Алуште. 2 мая 1918 года «Фидониси» был передислоцирован из Феодосии (по другим данным — Ялты) в Новороссийск. 18 июня 1918 года по решению Совета народных комиссаров, чтобы не допустить передачи корабля Германии в соответствии с условиями Брестского мира, «Фидониси» был затоплен в Цемесской бухте 450-мм торпедой, пущенной с эсминца «Керчь». Разломившись от взрыва торпеды на две части, корабль затонул. Обломки эскадренного миноносца на дне Цемесской бухты были обнаружены и частично подняты в 1964 году.

## Командиры
- капитан 2 ранга Г. К. Леман 1-й (3 декабря 1916 года — 1917 год);
- старший лейтенант Мицкевич А. К.[4].

## В культуре
События революции и начального этапа гражданской войны в России, в которых активно принимал участие экипаж «Фидониси» нашли отражение в стихотворении Максимилиана Волошина "Матрос".
Широколиц, скуласт, угрюм,
Голос осиплый, тяжкодум,
В кармане — браунинг и напилок,
Взгляд мутный, злой, как у дворняг,
Фуражка с лентою «Варяг»,
Сдвинутая на затылок.
Татуированный дракон
Под синей форменной рубашкой,
Браслеты, в перстне кабошон,
И красный бант с алмазной пряжкой.
При Керенском, как прочий флот,
Он был правительству оплот,
И Баткин был его оратор,
Его герой — Колчак. Когда ж
Весь черноморский экипаж
Сорвал приезжий агитатор,
Он стал большевиком, и сам
На мушку брал да ставил к стенке,
Топил, устраивал застенки,
Ходил к кавказским берегам
С «Пронзительным» и с «Фидониси»,
Ругал царя, грозил Алисе;
Входя на миноноске в порт,
Кидал небрежно через борт:
«Ну как? Буржуи ваши живы?»
Устроить был всегда непрочь
Варфоломеевскую ночь,
Громил дома, ища поживы,
Грабил награбленное, пил,
Швыряя керенки без счета,
И вместе с Саблиным топил
Последние остатки флота.Так целый год прошел в бреду.
Теперь, вернувшись в Севастополь,
Он носит красную звезду
И, глядя вдаль на пыльный тополь,
На Инкерманский известняк,
На мертвый флот, на красный флаг,
На илистые водоросли
Судов, лежащих на боку,
Угрюмо цедит земляку:
«Возьмем Париж… весь мир… а после
Передадимся Колчаку».